# ساخایوو
ساخایوو (انگلیسی: Sakhayevo) یک شهرک در شهرستان کارماسکالینسکی استان باشقیرستان کشور روسیه است.